# Venus Genetrix
Socha typu Venus Genetrix prezentuje římskou bohyni Venuši v její podobě jako Genetrix (matka), která byla uctívána Julsko-klaudijskou římskou dynastií, která prohlašovala, že z ní pochází. Venuše je římskou obdobou původně řecké Afrodíty.
Noc před rozhodující bitvou u Farsálu (48 př. n. l.) Julius Caesar slíbil, že nechá v Římě zasvětit chrám Venuši, deklarované zakladatelce jeho rodu. Jako naplnění svého slibu dal postavit chrám Venuše Genetrix na novém fóru, které vybudoval. Podle dobových zmínek kultovní sochu v tomto chrámu zhotovil řecký sochař jménem Arkesilaos.
O to, aby mohly být prohlášeny za typickou oděnou Venuši Genetrix soupeří mezi odborníky dva typy soch, zastoupené v mnoha římských exemplářích z mramoru, bronzu a terakoty. Kromě typu popsaného níže existuje ještě další, kde Venuše nese na rameni maličkého Erota.

## Originál
V letech 420 – 410 př. n. l. vytvořil athénský sochař Kallimachos bronzovou sochu Afrodíty (nyní ztracená), která byla podle Pliniova spisu Historia naturalis, oblečena v přiléhavém chitónu či peplu, který na levém rameni sklouzl a tím umožnil odkrýt ňadro. Splývavé průsvitné roucho bylo vytesáno tak, aby neskrývalo tvary ženského těla. Venuše byla vyobrazena s vítězným jablkem z Paridova soudu v levé ruce, zatímco pravá ruka směřovala k její hlavě. Od ztraceného originálu jsou odvozeny všechny dnes existující kopie. Kompozice byla frontální, tělesná forma monumentální. Dochované římské kopie mají blízko k proporcím Polykleitova kánonu.

## Caesarova Venuše Genetrix
Roku 46 př. n. l. zhotovil jistý Arkesilaos sochu Venuše Genetrix, kterou umístil Julius Caesar na své nové fórum, pravděpodobně v cele chrámu Venuše Genetrix. Tato nyní ztracená socha je ztvárněna na reversu denáru (mince) nad legendou VENERI GENETRICI a s Vibií Sabinou (manželka císaře Hadriána) na aversu. Tento typ sochy, která má nespočet římských kopií jak z mramoru, tak i z bronzu, byl identifikován jako Venus Genetrix papežským správcem starožitností Enniem Quirinem Viscontim (1751 - 1818) právě na základě porovnání s tímto denárem: "Z popisu na minci, z podobnosti mezi figurou na minci a sochou v Louvru a z faktu, že Arkesilaos zavedl typ Venus Genetrix jako patronku Říma a předchůdkyní Juliánského rodu, byla identifikace velice přirozená." Na tomto základě byla Venuše Gentrix v muzeu Pio-Clementino (součást Vatikánských muzeí) doplněna o portrétní hlavu Sabiny.

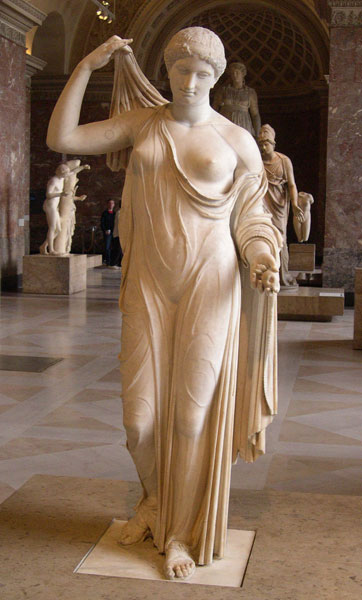
Afrodita Fréjuská v Louvru

## Ostatní kopie
Řada Římských kopií je ve významných sbírkách, včetně Kapitolského muzea, Detroitského institutu umění, Metropolitního muzea umění, muzea v Louvru a v petrohradské Ermitáži.

### Afrodita Fréjuská
Římská socha zhotovená z parského mramoru, vysoká 1,64 m, datovaná od konce 1. století př. n. l. do začátku 1. století n. l. byla nalezena ve Fréjusu roku 1650. Tato socha se považuje za nejlepší římskou kopii ztraceného řeckého díla.
Krk, levá ruka, prsty pravé ruky, podstavec a mnoho částí drapérie jsou součástí moderní rekonstrukce. Socha se nejdřív nacházela v paláci Tuileries (1678), poté byla okolo roku 1685 převezena do zámeckého parku ve Versailles  a od roku 1803 se nachází v Louvru.

### Ermitáž
Další římská kopie, tentokrát vysoká 2,14 m, byla ve sbírce Giampietro Campany, markýze di Cavellize, ze které byla získána do muzea Ermitáž roku 1861 poté, co tento sběratel upadl v nemilost.
Hlava nepatří této soše, původně to musela být portrétní hlava. V Římě bylo obvyklé sochy božstev mírně adaptovat pro sochařské portréty. Důkaz, že tomu tak bylo, je vidět na kadeřích, které spadají na ramena. Ty jsou k vidění také na posmrtném portrétu Agrippiny starší, což umožňuje datovat tuto sochu do druhé čtvrtiny 1. století n. l.

### Obecné
- Charles Waldstein, 'Pasiteles and Arkesilaos, the Venus Genetrix and the Venus of the Esquiline', The American Journal of Archaeology and of the History of the Fine Arts, Vol. 3, No. 1/2 (Jun., 1887), pp. 1–13
- Cornelia G. Harcum, 'A Statue of the Type Called the Venus Genetrix in the Royal Ontario Museum', American Journal of Archaeology, Vol. 31, No. 2 (Apr. – Jun., 1927), pp. 141–152
- List of copies, with images Archivováno 3. 3. 2016 na Wayback Machine.

### Afrodita Fréjuská
- TheoiProject: Gallery
- TheoiProject: Gallery
- Venus of Fréjus (Louvre catalogue)
- Venus of Fréjus
- A terracotta reduction, from Myrina

### Ermitáž
- Theoi
- Hermitage site[nedostupný zdroj]